# Bhiwandi-Nizampur
Bhiwandi-Nizampur City Municipal Corporation est un organisme civique formé après la dissolution du BNCMC (Bhiwandi Nizampur City Municipal Council) en corporation par un acte du gouvernement du Maharashtra en 2002 pour administrer le canton industriel de Bhiwandi, qui est une ville du district de Thane dans l'État indien du Maharashtra. 
La population combinée de Bhiwandi-Nizampur et Bhiwandi était de 709 665 au recensement de 2011. 